# Grande Aiguille Rousse
La Grande Aiguille Rousse (3.482 m s.l.m.) è una montagna del Gruppo Centrale delle Alpi Graie situata in territorio francese a poca distanza dal confine con l'Italia. Si trova tra la Moriana e la Tarantasia.

## Caratteristiche

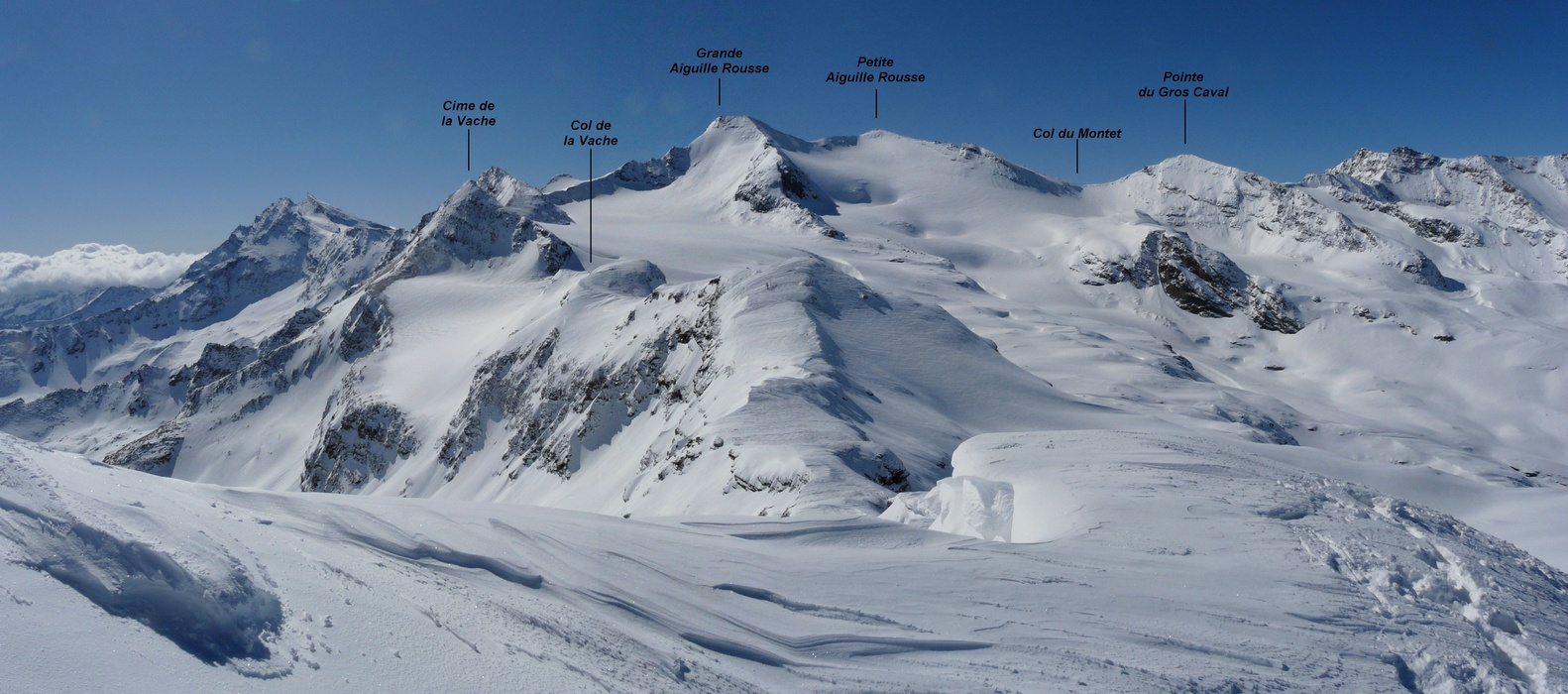
la montagna vista da nord con l'indicazione di alcune vette e colli.

Il toponimo la distingue da una seconda vetta più bassa di appena cinquanta metri e collocata poco più ad ovest denominata Petite Aiguille Rousse.
Scendendo dal versante italiano si incontra il parco nazionale del Gran Paradiso, dal versante francese inizia il parco nazionale della Vanoise.

## Ascesa
È possibile salire sulla vetta partendo dalla valle dell'Orco e passando dal Rifugio Pian della Ballotta (2.470 m).
È possibile raggiungere la vetta dal versante francese partendo da Bonneval-sur-Arc e facendo tappa al Refuge du Carro (2.759 m). In alternativa partendo da Val-d'Isère si passa dal Refuge du Prariond (2.324 m).